# Bretagnes à Bercy
Bretagnes à Bercy est l'album live de l’événement qui a réuni au palais omnisports de Paris-Bercy les grands noms de la musique en Bretagne : Alan Stivell, Tri Yann, Gilles Servat, Dan Ar Braz et L'Héritage des Celtes, dont le bagad Kemper. Le double CD est paru le 14 mai 1999, par le label Saint George distribué par Sony Music. La vidéo du spectacle est produite par TF1 Vidéo en VHS puis DVD. En 2001 l'album est réédité en un CD unique par Columbia.

## Description du spectacle
Le 15 mars 1999, le palais omnisports de Paris-Bercy accueille 18 000 personnes pour une soirée de la Saint Patrick réunissant pour la première fois les quatre figures de proue du renouveau musical et culturel breton des années 1970 : Alan Stivell, Dan Ar Braz, Tri Yann et Gilles Servat. Après le démarrage rock confié au jeune groupe lorientais Armens, les artistes se succèdent sur scène avec de nombreux invités : « C'est comme une veillée dans une cour de ferme, dit Jean-Louis Jossic, sauf que nous ne sommes pas huit ou cent, mais 16 000 ». Parmi les musiciens, on retrouve la cinquantaine de membres du Bagad Kemper, les célèbres musiciens internationaux de l'Héritage des Celtes (tous les membres du groupe Capercaillie, Carlos Núñez), le duo Goldman-Jones en guest surprise. Pour le final, ils interprètent tous ensemble les hymnes à la Bretagne, qu'ils soient plus engagés comme An Alarc'h, mené par Gilles Servat, ou plus lyriques comme le tri martolod d'Alan Stivell ou Green Lands de Dan Ar Braz. Une bouquet de jonquilles, en provenance de la "féeé du Pays de Galles" Elaine Morgan, avait fini par envahir le public et la scène, emportés par la nouvelle vague interceltique de la musique.

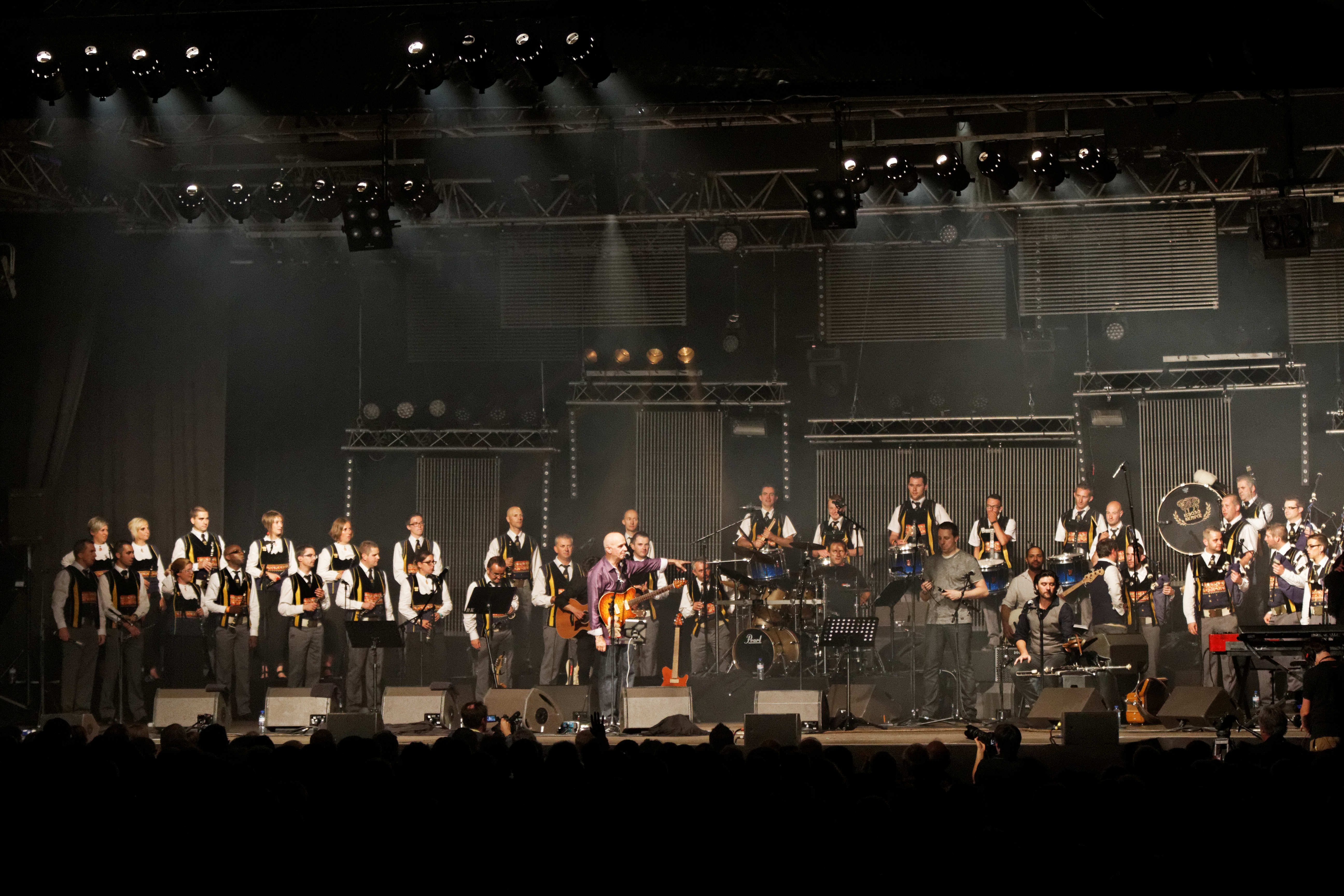
Bagad Kemper
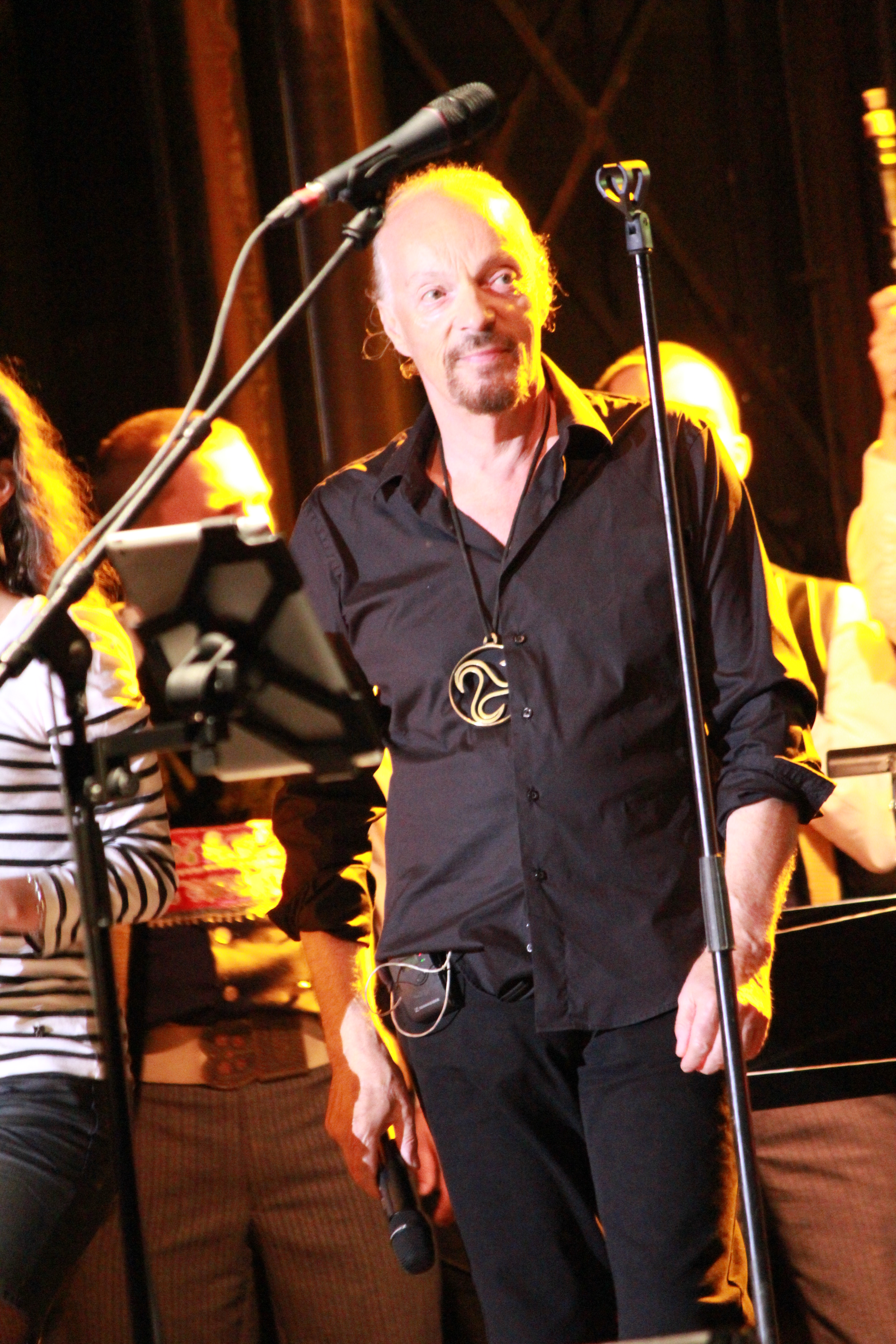
Alan Stivell
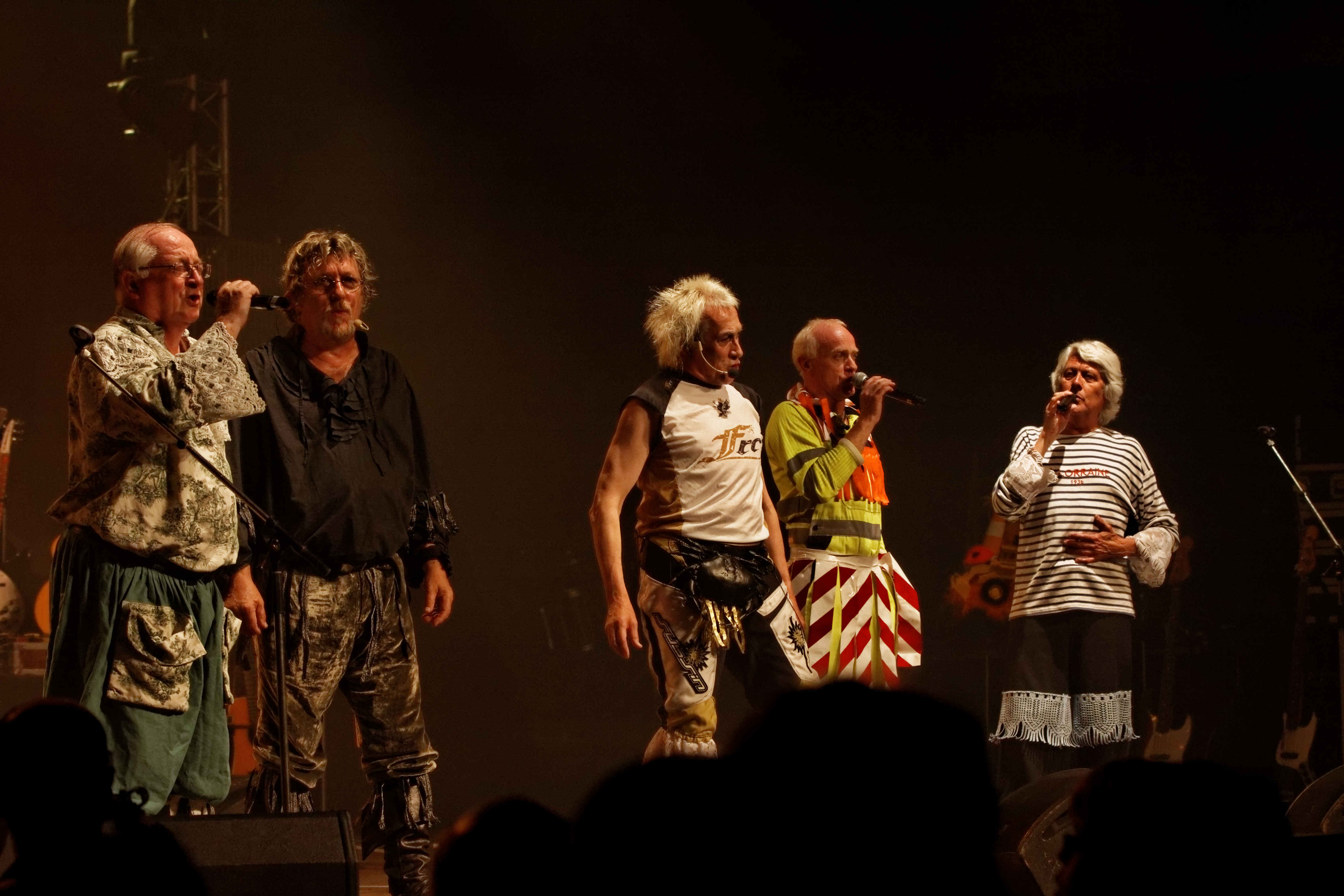
Tri Yann
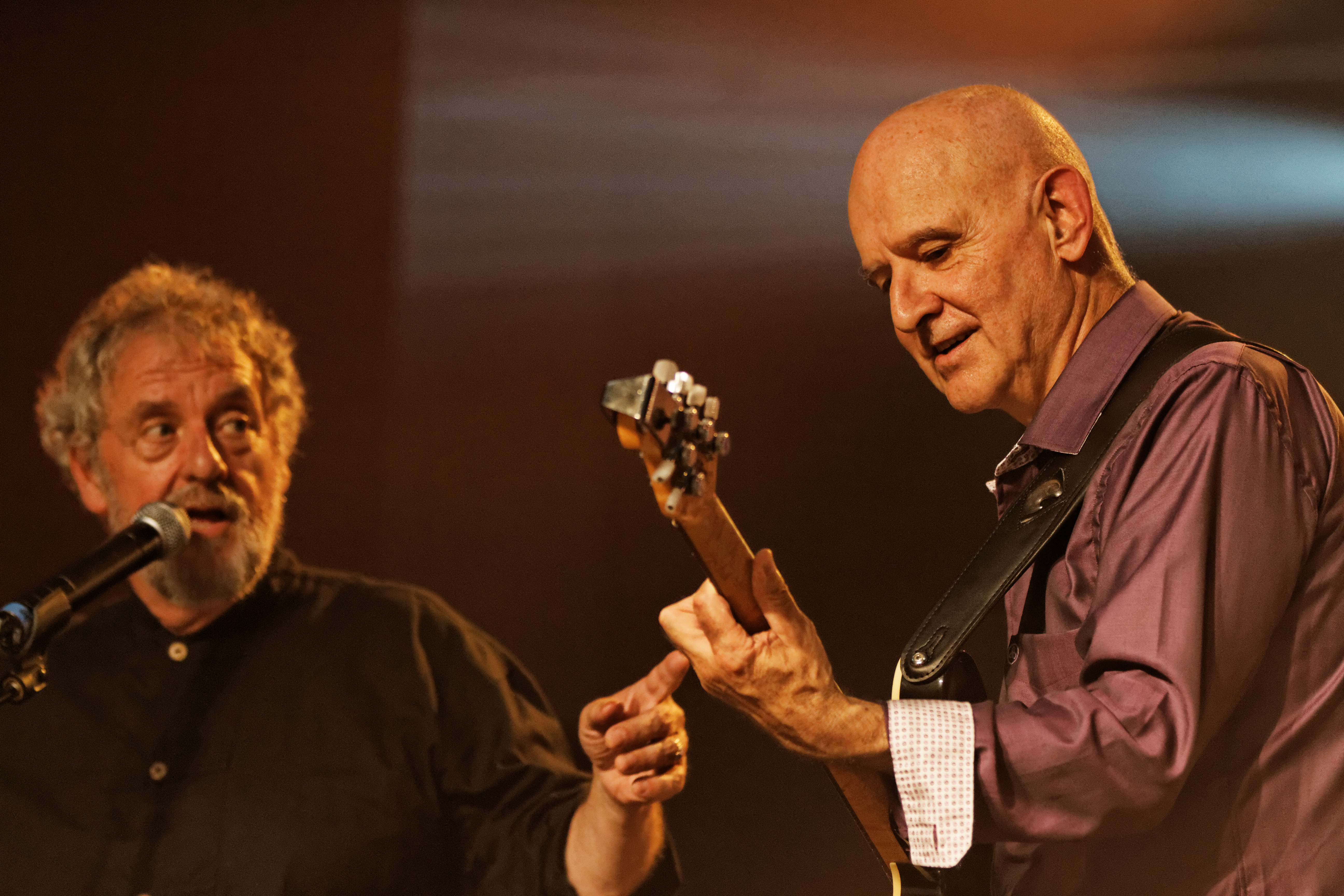
Gilles Servat et Dan Ar Braz
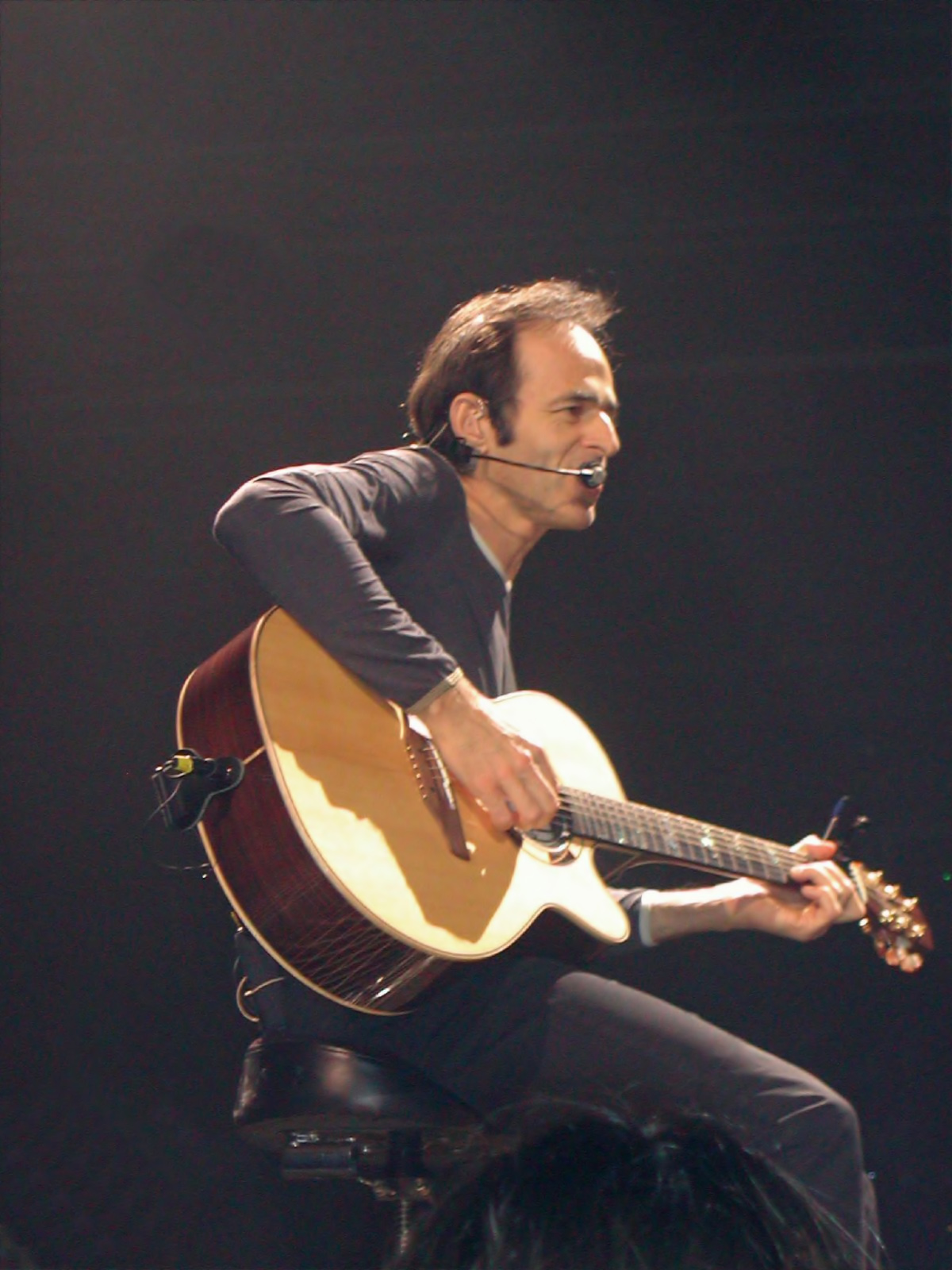
Jean-Jacques Goldman
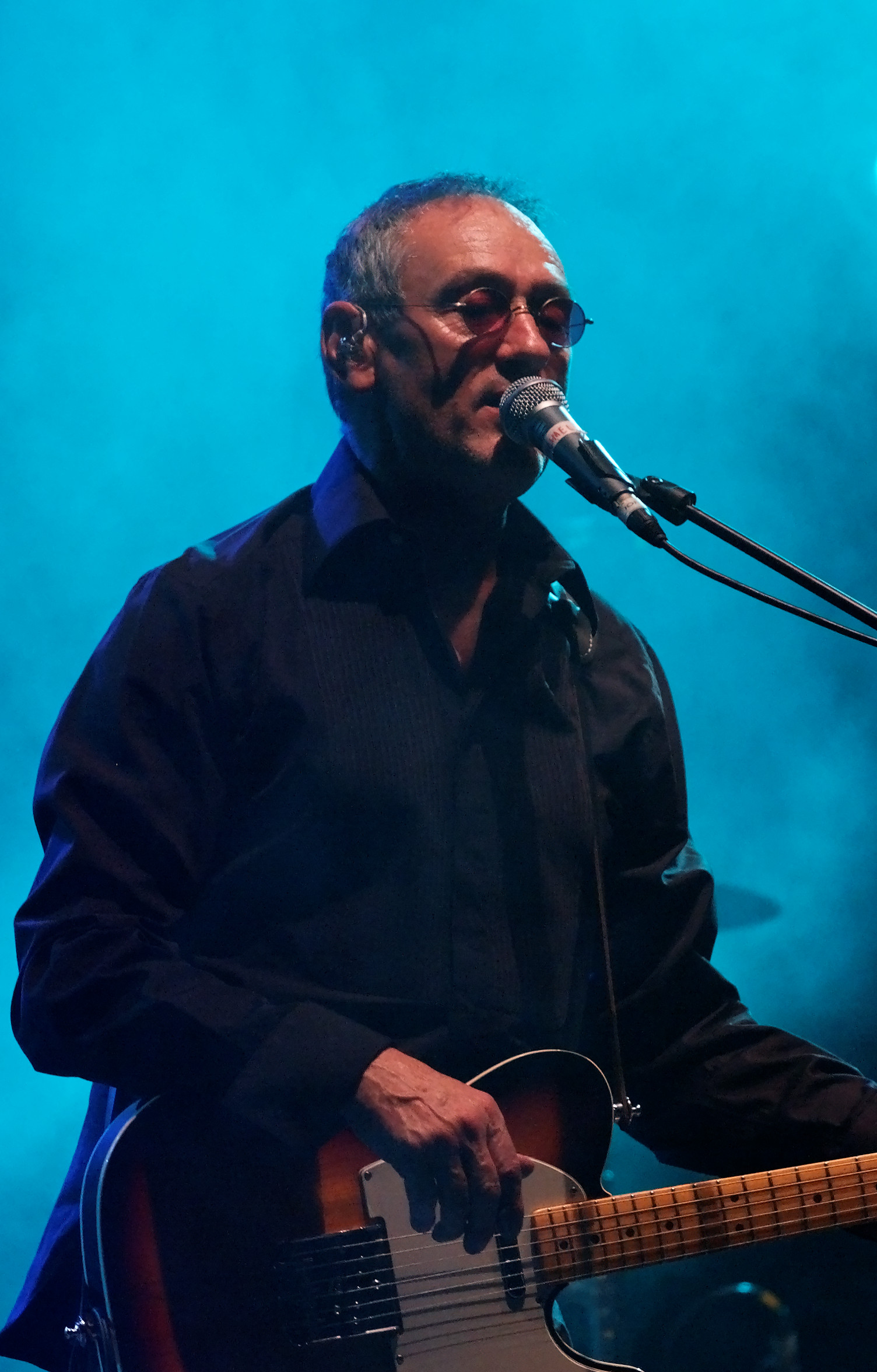
Michael Jones
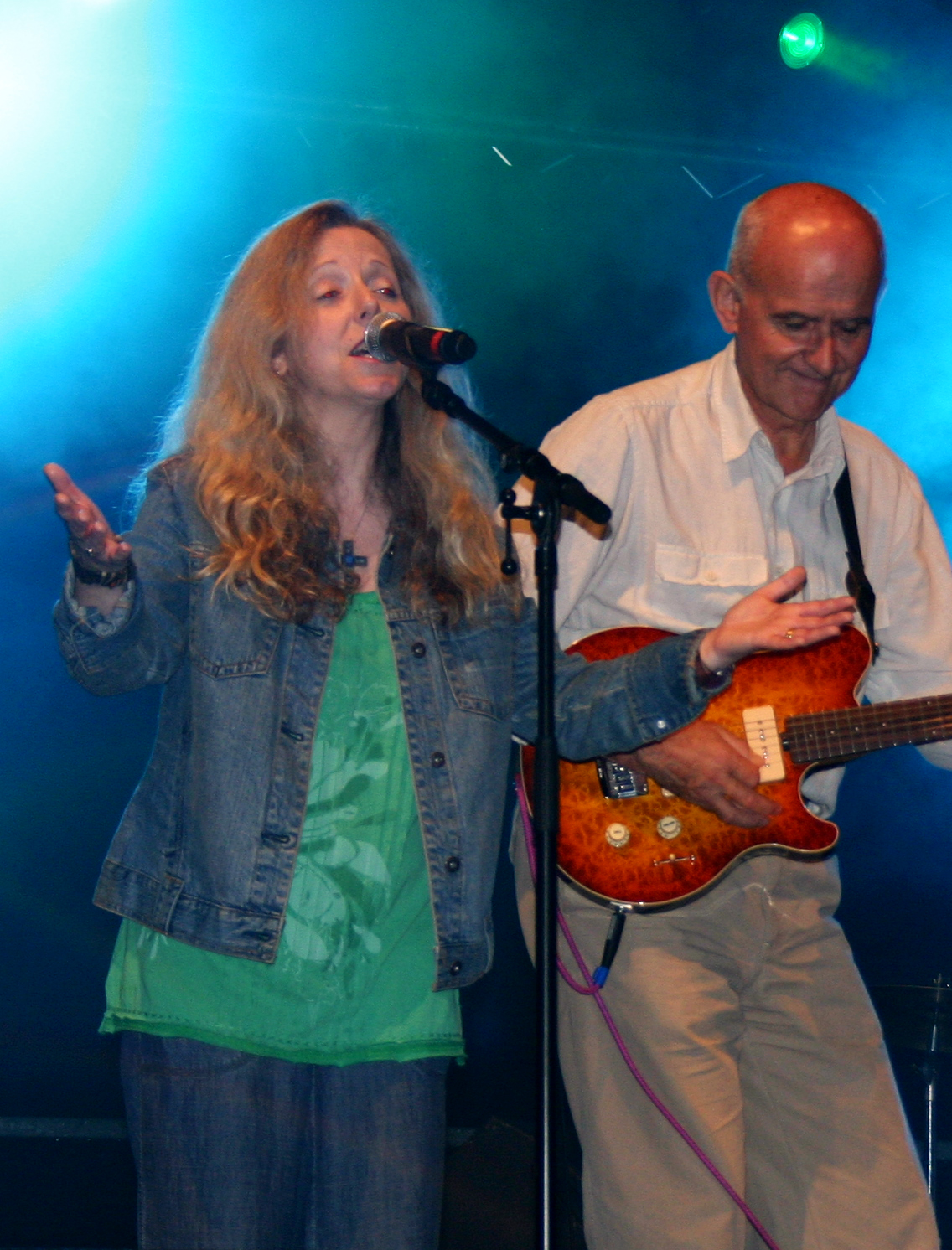
Elaine Morgan
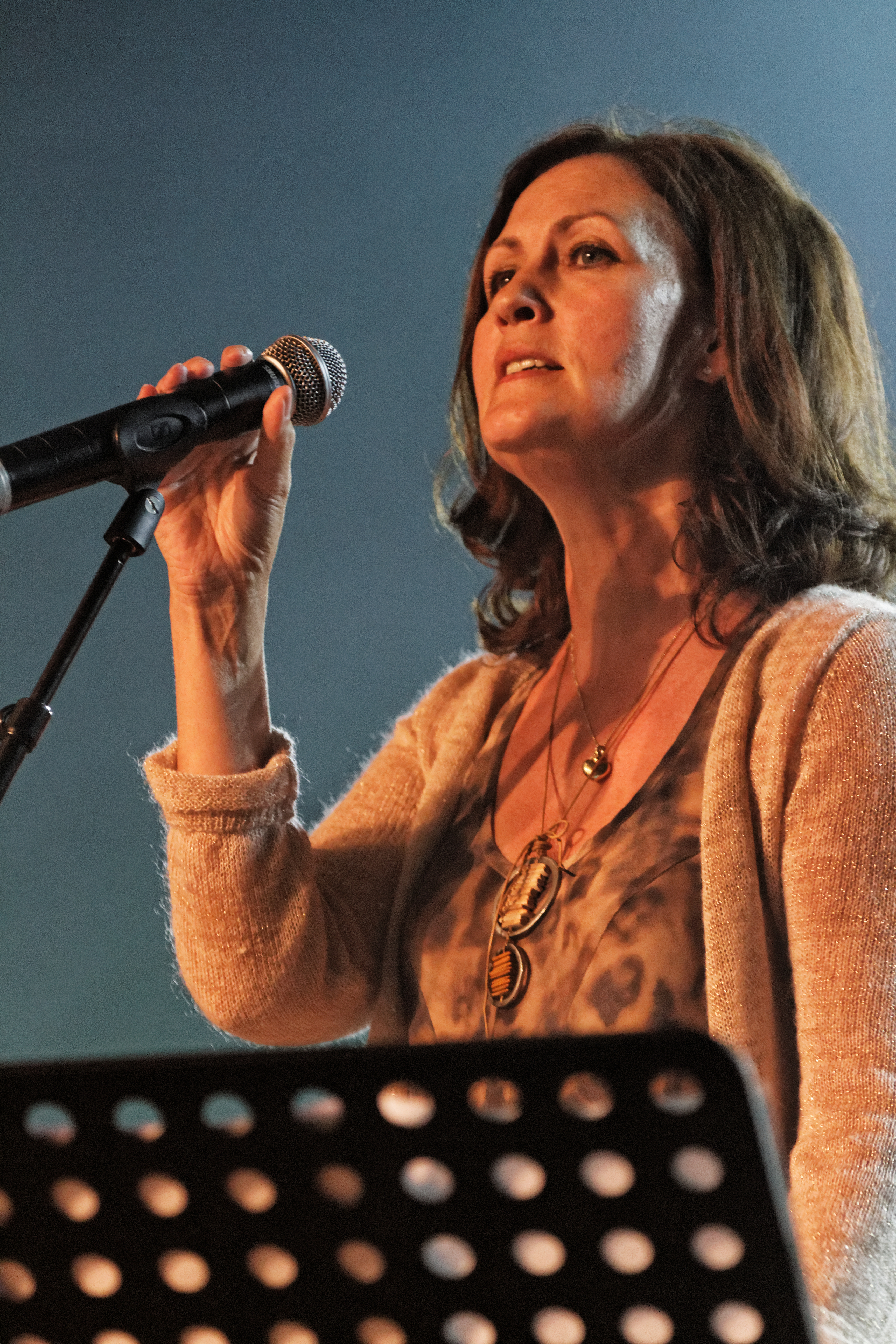
Karen Matheson
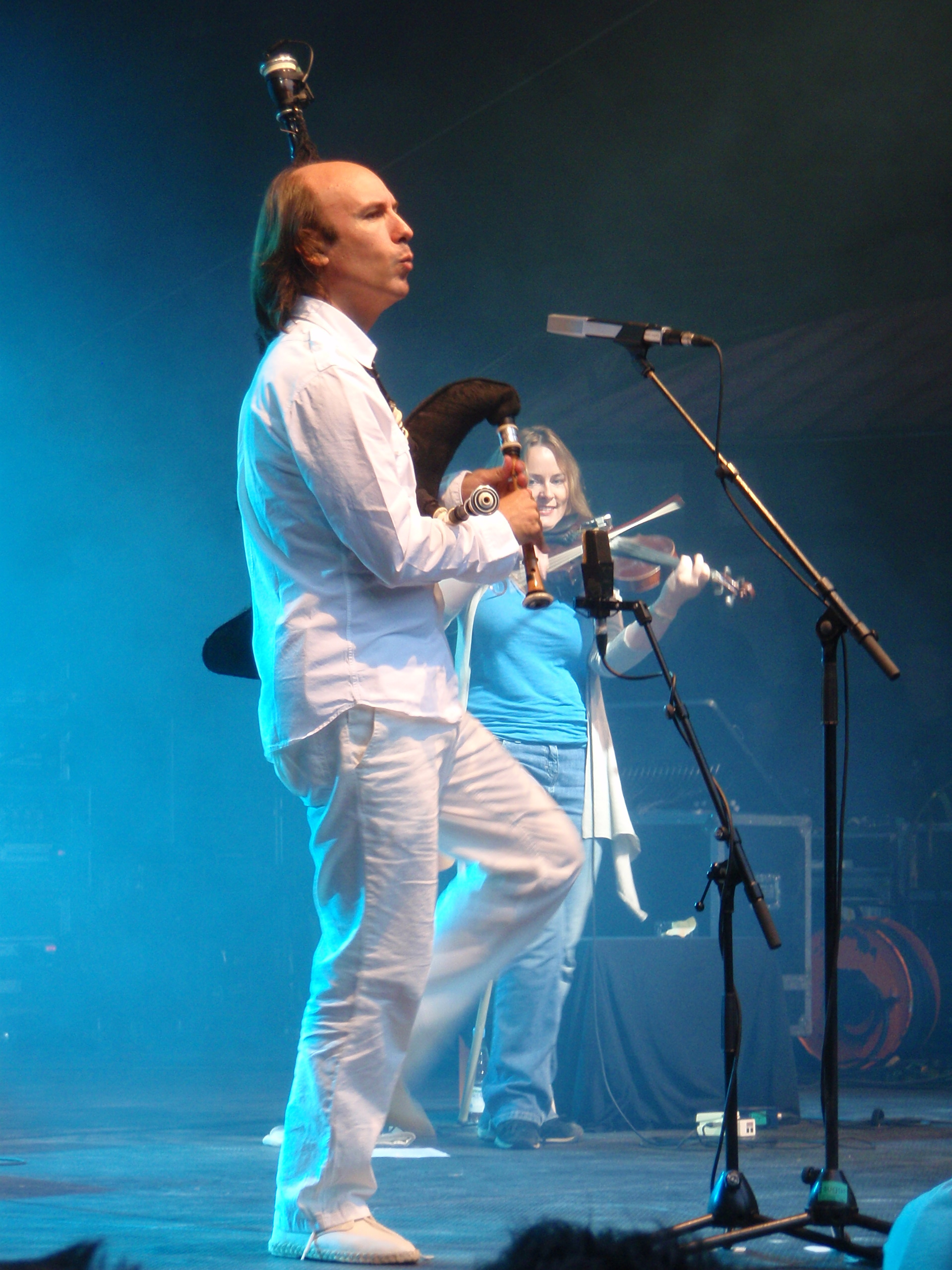
Carlos Núñez
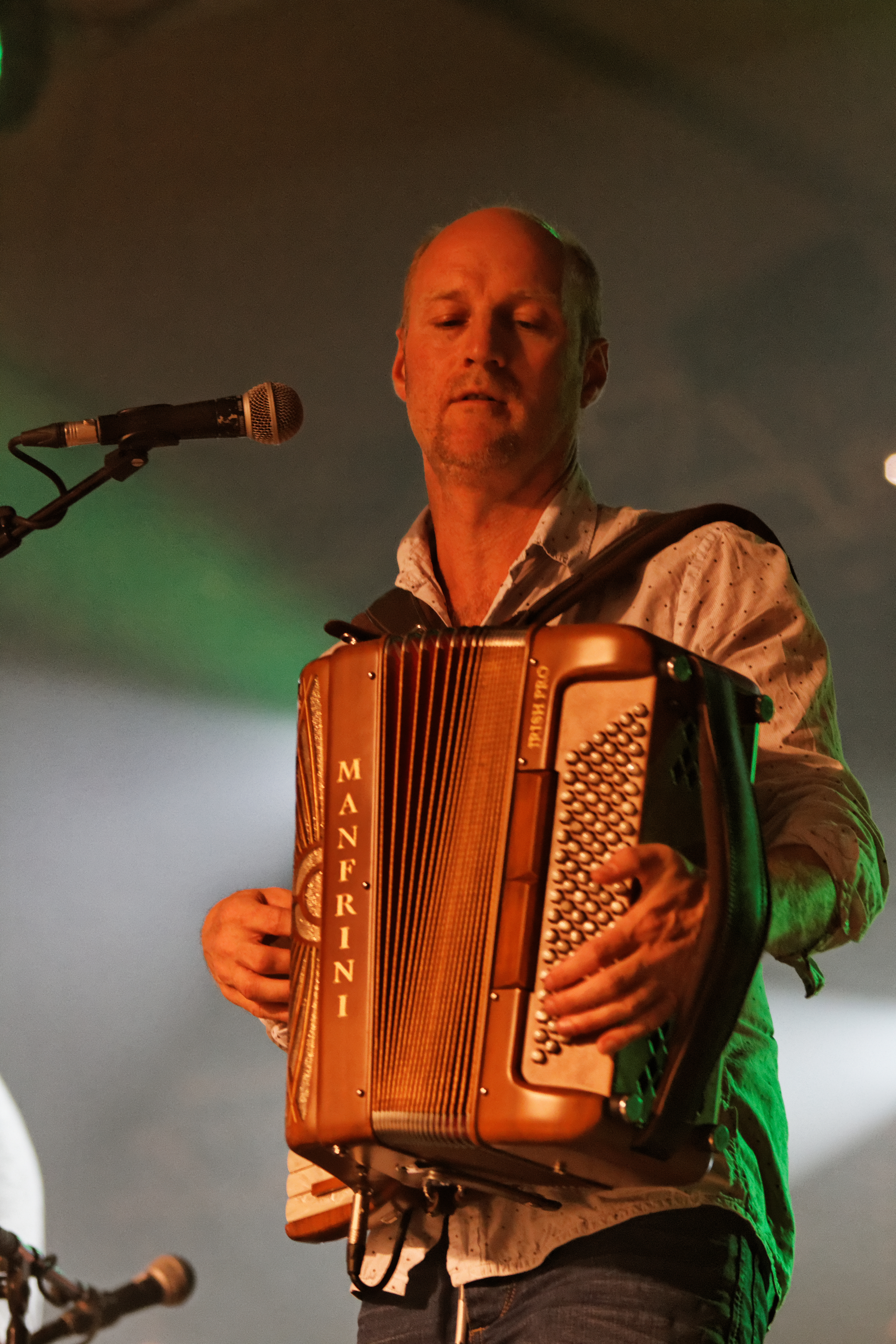
Donald Shaw
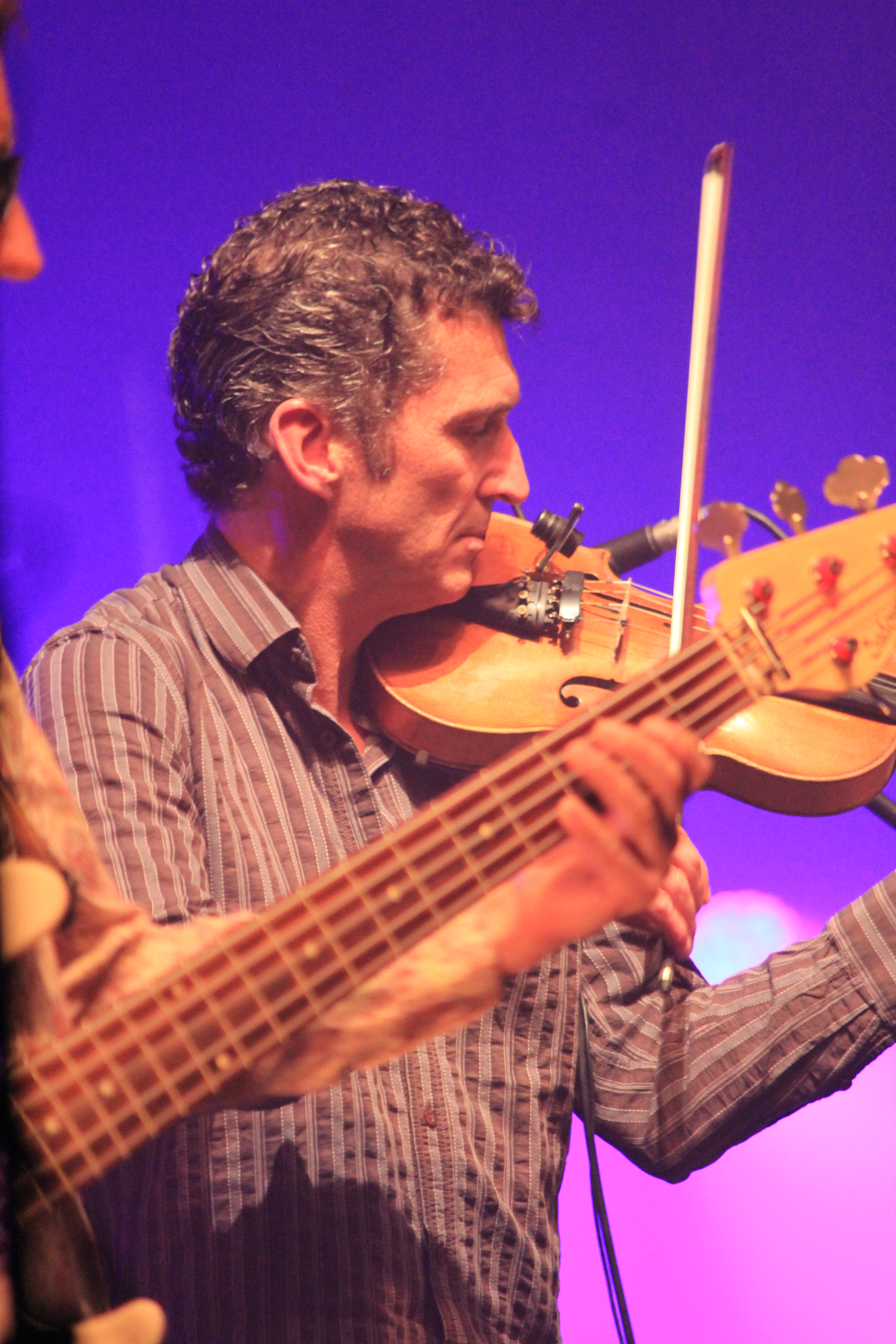
Charlie McKerron
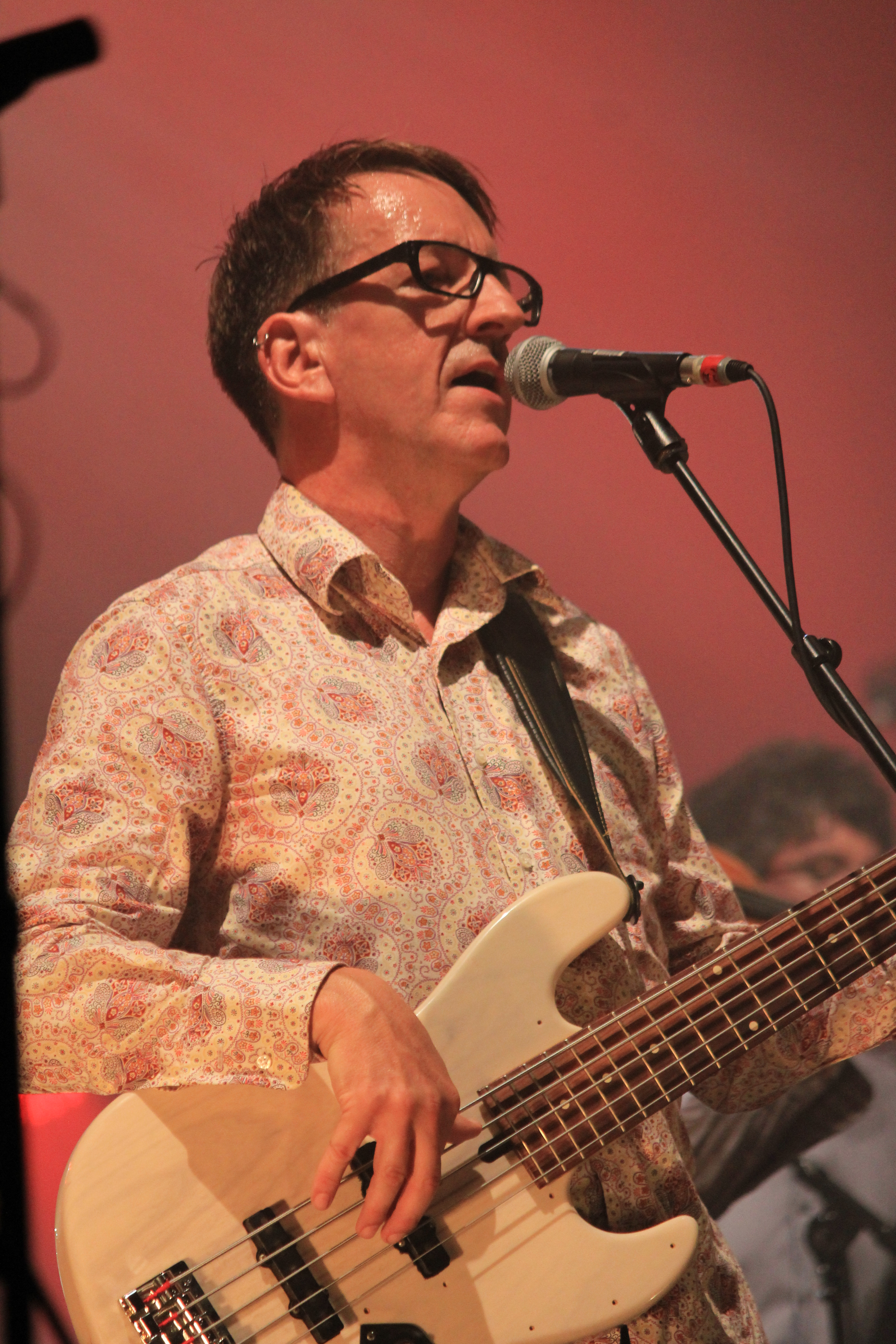
Ewen Vernal
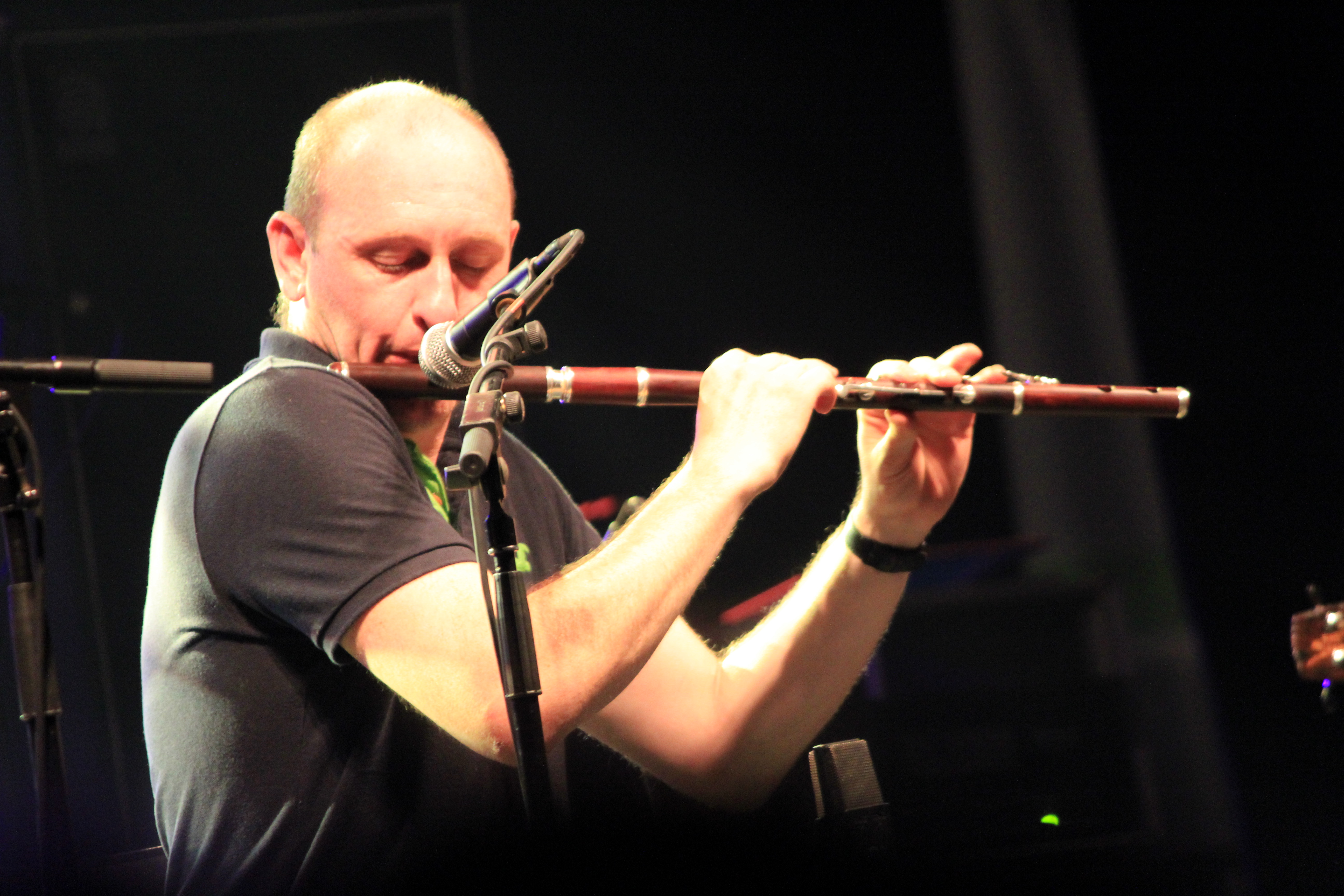
Michael McGoldrick
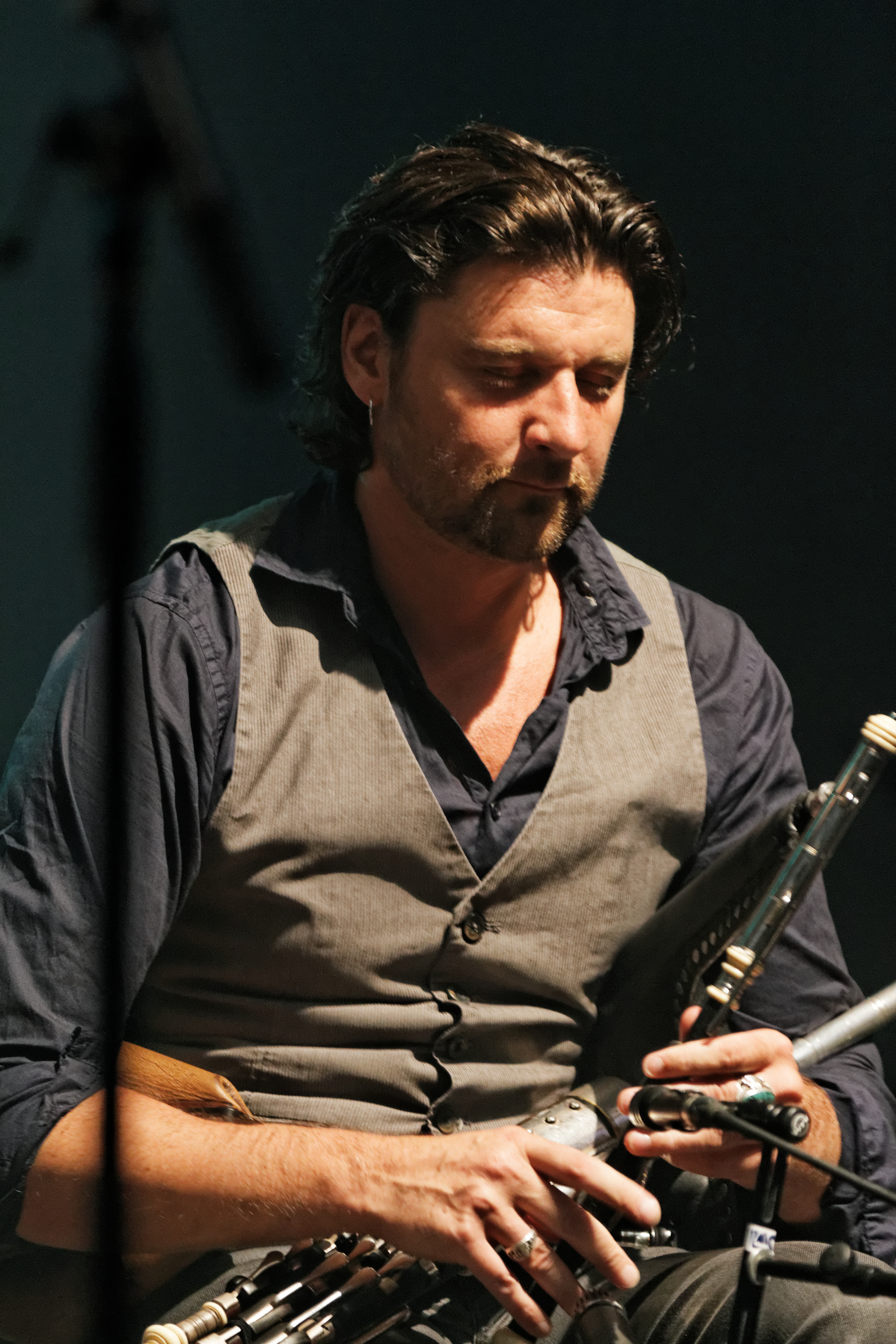
Ronan Le Bars

## Réception
Yann Rivallain dans la revue ArMen considère que cet événement « marque l'apogée des années "Héritage des Celtes" et la vague "celtique" du début des années 1990. » Le spectacle, sorti en CD et VHS/DVD connaît un bon succès commercial. On peut d'ailleurs comparer ce type de spectacle à 1, 2, 3 Soleils qui avait rassemblé quelques mois auparavant et au même endroit, les trois artistes majeurs de la musique raï que sont Faudel, Rachid Taha et Khaled.

## Fiche technique

### Liste des titres
CD 1
| No  | Titre                | Paroles                      | Musique                         | Artistes      | Durée |
| --- | -------------------- | ---------------------------- | ------------------------------- | ------------- | ----- |
| 1.  | Ar-Men               |                              |                                 | Armens        | 2:40  |
| 2.  | Démago               |                              |                                 | Armens        | 3:35  |
| 3.  | La Route de Kemper   | Gilles Servat                | Hervé Queffeleant               | Gilles Servat | 6:00  |
| 4.  | La Maison d'Irlande  | Gilles Servat                | Gilles Servat                   | Gilles Servat | 5:46  |
| 5.  | Dir Ha Tan           | Traditionnel                 | Traditionnel                    | Gilles Servat | 2:40  |
| 6.  | Brian Boru           | Alan Stivell - Caitlín Maude | Alan Stivell - Traditionnel     | Alan Stivell  | 6:16  |
| 7.  | Suite Sudarmoricaine | Traditionnel                 | Traditionnel - agts. A. Stivell | Alan Stivell  | 3:57  |
| 8.  | Si Mort à Mors       | Traditionnel                 | Traditionnel                    | Tri Yann      | 3:49  |
| 9.  | Franzozig            | Traditionnel                 | Traditionnel                    | Tri Yann      | 3:28  |
| 10. | La Jument de Michao  | Traditionnel                 | Traditionnel                    | Tri Yann      | 6:40  |

CD 2
| No | Titre                              | Paroles      | Musique                                                      | Artistes                                            | Durée |
| -- | ---------------------------------- | ------------ | ------------------------------------------------------------ | --------------------------------------------------- | ----- |
| 1. | Aires de Pontevedra                |              | Traditionnel                                                 | Dan Ar Braz et l'Héritage des Celtes                | 4:18  |
| 2. | Left in Peace                      | Dan Ar Braz  | Dan Ar Braz                                                  | Dan Ar Braz et l'Héritage des Celtes                | 5:23  |
| 3. | Pop Plinn                          |              | Traditionnel - agts. A. Stivell                              | Dan Ar Braz et l'Héritage des Celtes / Alan Stivell | 4:43  |
| 4. | Brezhoneg 'Raok                    | Alan Stivell | Alan Stivell                                                 | Dan Ar Braz et l'Héritage des Celtes / Alan Stivell | 4:22  |
| 5. | Gouel Hollvedel (Fête Universelle) |              | Alan Stivell                                                 | Dan Ar Braz et l'Héritage des Celtes / Alan Stivell | 2:52  |
| 6. | Borders of Salt / Marzoú Halen     | Dan Ar Braz  | Traditionnel - agts. et adaptation Dan Ar Braz et A. Stivell | Dan Ar Braz et l'Héritage des Celtes / Alan Stivell | 6:45  |
| 7. | An Alarc'h                         | Traditionnel | Traditionnel                                                 | Tous                                                | 2:16  |
| 8. | Tri martolod                       | Traditionnel | Traditionnel - agts. A. Stivell                              | Tous                                                | 4:14  |
| 9. | Green Lands                        |              | Dan Ar Braz                                                  | Tous                                                | 3:49  |

### Crédits
- Directeur artistique : Jorge Fernandez
- Producteur exécutif : Jakez Bernard

#### Musiciens
- Armens : musiciens du groupe (Alex Sagnet, Benoît Tilizien, Gwenn Mercier, Yohann André, Fabrice Nabat, Gwendal Courtoux)
- Alan Stivell : chant, bombarde, cornemuse, harpe, tin whistle
- Dan Ar Braz : guitares, chœurs
- Gilles Servat : chant, guitare
- Jean Chocun : guitare, mandoloncelle, mandoline, dulcimer, voix (Tri Yann)
- Jean-Paul Corbineau : guitare acoustique, voix (Tri Yann)
- Jean-Louis Jossic : bombarde, cromorne, flûte, psaltérion, voix (Tri Yann)
- Gérard Goron : batterie, voix (Tri Yann)
- Konan Mevel : cornemuse, flûte, veuze, small pipe, percussions (Tri Yann)
- Jean-Luc Chevalier : guitare acoustique et électrique (Tri Yann)
- Fred Bourgeois : claviers (Tri Yann)
- Louis-Marie Seveno : basse, flûte, violon, voix (Tri Yann)
- Bagad Kemper : bombardes, cornemuses, percussions (Héritage)
- Karen Matheson : chant (Héritage)
- Elaine Morgan : chant (Héritage)
- Jean-Jacques Goldman et Michael Jones : chœurs et guitares (Héritage)
- chœurs, guitare acoustique (Héritage)
- Carlos Núñez : flûte, gaïta (Héritage)
- Máire Breatnach : violon (Héritage)
- Donald Shaw: accordéon, claviers (Héritage)
- Che Beresford : batterie (Héritage)
- Noel Bridgeman : percussions (Héritage)
- Charlie McKerron : violon (Héritage)
- Manus Lunny : bouzouki (Héritage)
- Michael Brendon Goldrick : flûte (Héritage)
- Conor Keane : accordéon (Héritage)
- Jacques Pellen : guitare (Héritage)
- Ewen Vernal : basse (Héritage)
- Ronan Le Bars : low whistle, uilleann pipes (Héritage, Servat)
- Nicolas Quemener : guitare, flûte (Servat, Héritage)
- Christian Lemaître : violon (Servat)
- Hilaire Rama : basse (Servat)
- Stéphane Sotin : batterie (Servat)
- Philippe Bizais : claviers (Servat)
- Connor Keane : accordéon (Servat)
- Robert Le Gall : guitare électrique, violon, mandoline (Stivell)
- Pascale Le Berre-Pascal : claviers (Stivell)
- Khifa Bachedi : percussions (Stivell)
- Christophe Gallizio : batterie (Stivell)
- Pascal Sarton : basse (Stivell)

#### Techniciens
- Enregistré par Brian Masterson et René Weiss, assistés de Richard Mc Cullough, Étienne Cahurel, Philippe Bouvier, Didier Salaun et Jérôme Blondel

- Studios mobiles : le Voyageur II et III
- Mixé à Windmill Lane Recording Studio (Dublin) par Brian Masterson assisté de Kieran Lynch
- Mastering :  Anne-Marie et François Terrazzoni (Parelies)

- Directeur de production : Jean-Hughes Feugeas
- Administratrice de production : Martine Trendel, assistée de Nathalie Petikoffer
- Coordination de production : Guillaume Laurencin assisté de Géraldine Saillant
- Chargée de production : Marion Morel-Derocle assistée de Hervé Lauzanne
- Photographie : Pierre Terrasson assisté de Philippe Martin et Gérard Roussel

- Régisseur général : Thierry Chassary, assisté de Danièle Kraveichvili
- Conception scène et éclairage : Jean-Charles Pfauwadel
- Décor : Philippe Ducouret
- Éclairage : Christian Bréand
- Équipe technique du Palais omnisports de Paris-Bercy : Philippe Ventadour, René Metivier, Jean Michel Ballu
- Ingénieur du son : Gérard Zuber
- Réalisation vidéo : Jean-Louis Machu
- Ingénieur de la vision : Christian Challier et Joël Henry